# 神徳王后
神徳王后康氏（しんとくおうこう・こうし、1356年7月12日 - 1396年9月15日）は、李氏朝鮮初代王・李成桂の第二夫人、実質上の最初の王后。本貫は元々信川、李成桂と結婚した後は谷山。別号は顕妃、順元顕敬神徳王后。

## 生涯
神徳王后は高麗の初代王王建の家系と繋がりがあり、『高麗史』や『編年通録』など朝鮮史書において遡ることができる王建の最古の先祖康虎景（中国の陝西省京兆郡出身の康叔の次男の67代子孫）の14代子孫にあたる高麗で扈從功臣を務めた康之淵の6代子孫である、忠恵王時代に文科及第した翰林学士の康允成の娘である。
上述のように、神徳王后は高麗末期、黄海道谷山で康允成（こう・いんせい/カン・ユンソン）の娘として生まれ、年代は定かではないが李成桂と結婚し二男一女を儲けた。当時、高麗は多くの妻を持つことが許され、李成桂には「郷妻」（「郷里にいる妻」の意味）と呼ばれる第一夫人の韓氏がいた。韓氏の間には六男二女を儲けており、その中に朝鮮第2代王、定宗芳果、第3代王・太宗芳遠がいた。康氏は「京妻」（「都に住む妻」の意味）と呼ばれたが彼女のほうが郷妻韓氏より家柄が良く、夫に寵愛された。郷妻韓氏は1391年に逝去し、のちに神懿王后として追尊された。
1392年7月、李成桂が高麗を滅ぼし、朝鮮を建国し太祖として即位、同年8月に康氏も王后の地位に就き顕妃と号した。朝鮮建国に協力を尽くした彼女は次に後継者である世子選びに着手し、重臣らを相談した。彼女には芳蕃、芳碩という息子がいて相談の結果、後者を選び太祖に進言した。太祖はそれを承認し芳碩を世子にした。後にそれは大きな災難をもたらすことになる。父と共に朝鮮建国に貢献し有力であった芳遠は大いに怒りを覚え、王后を憎んだ。王后もまた芳遠を警戒した。
1396年、王后は体調を崩し、息子の行く末を案じながら薨去。遺体は漢城府中心部の聚賢坊（じゅけんぼう/チッピョンバン 現・ソウル市中区貞洞）に葬られ、「貞陵」（ていりょう）とされた。太祖は最愛の妻を失い意気消沈し政治から遠ざかり、1398年に退位。
神徳王后の死後の1398年、芳遠は決起して2人の異母弟を殺害し、次兄・芳果（定宗）を王にすえた（第一次王子の乱）。1400年、四兄・芳幹の反乱（第二次王子の乱）を経て、芳遠は遂に太宗として即位。1408年に父・太祖が薨逝すると、太宗は神徳王后を降格し、陵墓を郊外に移した末、祭壇を徹底破壊した。300年後の1669年、第18代王・顕宗によって回復された。

## 家族関係
- 父：康允成（象山府院君 文貞公 生没年不詳）
- 母：晋山府夫人 晋州 姜氏
- 夫：李成桂
- 子女
  - 長男：撫安大君（李芳蕃、1381-1398） 夫人は、高麗王族出身で高麗最後の国王 恭譲王の姪。恭譲王の兄、定陽君王瑀の娘。
  - 次男：宜安大君（李芳碩、1382-1398） 朝鮮王国初の世子。しかし第一次王子の乱で廃位。
  - 長女：慶順公主（?-1407） 李仁任の甥 興安君 李済に降嫁。第一次王子の乱後、出家。

## 登場作品
- 『龍の涙』 1996年-1998年、KBS （演：キム・ヨンラン）
- 『大風水』　2012年、SBS　（演：ユン・ジュヒ）
- 『鄭道伝』 2014年、KBS （演：イ・イルファ）
- 『六龍が飛ぶ』　2015年、SBS （演：キム・ヒジョン）
- 『私の国』　2019年、JTBC （演：パク・イェジン）
- 『太宗イ・バンウォン』　2021-2022年、KBS （演：イェ・ジウォン）